# Valbjarnarvöllur
Das Valbjarnarvöllur, auch bekannt als Eimskipsvöllurinn, ist ein Fußballstadion in der isländischen Hauptstadt Reykjavík und Heimstätte vom Þróttur Reykjavík. Es hat ein Fassungsvermögen von 2500 Zuschauern.